# هیلی اکر
هیلی اکر (انگلیسی: Haylie Ecker؛ زادهٔ ۹ اکتبر ۱۹۷۵) موسیقی‌دان اهل استرالیا است. وی سابقه همکاری با گروه‌هایی چون باند، اوی و وی را دارد.